# Campionato cecoslovacco di pallavolo femminile
Il campionato cecoslovacco di pallavolo femminile è stato un torneo per club della Cecoslovacchia ed era posto sotto l'egida della Federazione pallavolistica della Cecoslovacchia.
La massima serie del campionato è stata denominata Extraliga e la prima edizione è stata giocata nell'annata 1930-31; a seguito della dissoluzione della Cecoslovacchia, il campionato si è diviso in quello ceco e quello slovacco. Tra i club più rappresentativi la Stella Rossa Praga e lo Slávia Bratislava.

## Albo d'oro della Extraliga
| Anno             | Podio                    | Podio         | Podio         |
| Campione         | Seconda                  | Terza         |               |
| ---------------- | ------------------------ | ------------- | ------------- |
| 1930-31 Dettagli | VVS Praga                | -             | -             |
| 1931-32 Dettagli | VVS Praga                | -             | -             |
| 1932-33 Dettagli | VVS Praga                | -             | -             |
| 1933-34 Dettagli | Sokol Plzeň              | -             | -             |
| 1934-35 Dettagli | Sokol Plzeň              | -             | -             |
| 1935-36 Dettagli | Sokol Plzeň              | -             | -             |
| 1936-37 Dettagli | Sokol Plzeň              | -             | -             |
| 1937-38          | Non disputato            | Non disputato | Non disputato |
| 1938-39 Dettagli | Sokol Plzeň              | -             | -             |
| 1939-40 Dettagli | Sokol Plzeň              | -             | -             |
| 1940-41 Dettagli | Viktoria Plzeň           | -             | -             |
| 1941-42 Dettagli | Viktoria Plzeň           | -             | -             |
| 1942-43 Dettagli | Viktoria Plzeň           | -             | -             |
| 1943-44          | Non disputato            | Non disputato | Non disputato |
| 1944-45 Dettagli | Zaměstnanci Praga        | -             | -             |
| 1945-46 Dettagli | Zaměstnanci Praga        | -             | -             |
| 1946-47 Dettagli | Zaměstnanci Praga        | -             | -             |
| 1947-48 Dettagli | Sokol Ostrava            | -             | -             |
| 1948-49 Dettagli | Sokol Praga              | -             | -             |
| 1949-50 Dettagli | Sokol Praga              | -             | -             |
| 1950-51 Dettagli | Sokol Ostrava            | -             | -             |
| 1951-52 Dettagli | Sokol Ostrava            | -             | -             |
| 1952-53 Dettagli | Sokol Ostrava            | -             | -             |
| 1953-54 Dettagli | Tatran Valašské Meziříčí | -             | -             |
| 1954-55 Dettagli | UDA Praga                | -             | -             |
| 1955-56 Dettagli | UDA Praga                | -             | -             |
| 1956-57 Dettagli | Slavia Praga             | -             | -             |
| 1957-58 Dettagli | Tatran Valašské Meziříčí | -             | -             |
| 1958-59 Dettagli | Dynamo Praga             | -             | -             |
| 1959-60 Dettagli | Slavoj Plzeň             | -             | -             |
| 1960-61 Dettagli | Tatran Střešovice        | -             | -             |
| 1961-62 Dettagli | Dynamo Praga             | -             | -             |
| 1962-63 Dettagli | Dynamo Praga             | -             | -             |
| 1963-64 Dettagli | CKD Praga                | -             | -             |
| 1964-65 Dettagli | Slavia Praga             | -             | -             |
| 1965-66 Dettagli | Slávia Bratislava        | -             | -             |
| 1966-67 Dettagli | Slávia Bratislava        | -             | -             |
| 1967-68 Dettagli | Slávia Bratislava        | -             | -             |
| 1968-69 Dettagli | Tatran Střešovice        | -             | -             |
| 1969-70 Dettagli | Tatran Střešovice        | -             | -             |
| 1970-71 Dettagli | Tatran Střešovice        | -             | -             |
| 1971-72 Dettagli | Tatran Střešovice        | -             | -             |
| 1972-73 Dettagli | Tatran Střešovice        | -             | -             |
| 1973-74 Dettagli | Rudá Hvězda Praha        | -             | -             |
| 1974-75 Dettagli | Rudá Hvězda Praha        | -             | -             |
| 1975-76 Dettagli | Slávia Bratislava        | -             | -             |
| 1976-77 Dettagli | Rudá Hvězda Praha        | -             | -             |
| 1977-78 Dettagli | Slávia Bratislava        | -             | -             |
| 1978-79 Dettagli | Rudá Hvězda Praha        | -             | -             |
| 1979-80 Dettagli | Rudá Hvězda Praha        | -             | -             |
| 1980-81 Dettagli | Rudá Hvězda Praha        | -             | -             |
| 1981-82 Dettagli | Slávia Bratislava        | -             | -             |
| 1982-83 Dettagli | Slávia Bratislava        | -             | -             |
| 1983-84 Dettagli | Rudá Hvězda Praha        | -             | -             |
| 1984-85 Dettagli | Rudá Hvězda Praha        | -             | -             |
| 1985-86 Dettagli | Rudá Hvězda Praha        | -             | -             |
| 1986-87 Dettagli | Rudá Hvězda Praha        | -             | -             |
| 1987-88 Dettagli | Rudá Hvězda Praha        | -             | -             |
| 1988-89 Dettagli | Slávia Bratislava        | -             | -             |
| 1989-90 Dettagli | Královo Pole             | -             | -             |
| 1990-91 Dettagli | Slávia Bratislava        | -             | -             |
| 1991-92 Dettagli | Olymp Praha              | -             | -             |